# Осташко Віталій Геннадійович
Віта́лій Генна́дійович Оста́шко (нар. 18 лютого 1966, м. Дрогобич, Львівська область) — український лікар невролог, кандидат медичних наук в галузі медицини.
Member of WHO Digital Health Technical Advisory Group (DHTAG) and Roster of Experts
Засновник і головний лікар Державного центру телемедицини МОЗ України з моменту його створення у 2007 до 2018 року. Віце-президент Української Асоціації розвитку інформаційних технологій в медицині

## Життєпис
Народився 18 лютого 1966 року в місті Дрогобичі Львівської області; українець. У 1995 році закінчив Київський медичний інститут. Інтернатура з неврології у НМАПО імені П.Л.Шупика, спеціалізація з психотерапії у ХМАПО. Проходив стажування по менеджменту в охороні здоров`я і телемедицині у США (2007, 2012 роках) та у Республіці Південна Корея (2004, 2006 роках).
З 2000 по 2008 рік керував Київською міською клінічною лікарнею. Активно займається лікарською діяльністю.
У 2007 році ініціював і в подальшому став координатором міжнародного Україно - Корейського проекту «Створення діючої моделі телемедичної мережі м.Києва». У рамках якого був створений Державний центр телемедицини МОЗ України(ДЦТМ), головною задачею якого є впровадження та розвиток телемедицини в системі охорони здоров'я України. З моменту створення перебуває на посаді головного лікаря. З 2013 року є Віце Президентом Української асоціації розвитку інформаційних технологій (УАРІТМ), яка предствляє Україну як національний член в International Society for Telemedicine and eHealth  (ISFTeH)

## Розвиток телемедицини в Україні
З 2011 по 2013 як національний експерт від України брав участь в роботі міжнародної експертної групи з узгодження і доопрацювання проекту угоди про співпрацю та створення сумісних національних телемедичних систем та подальшого їх розвитку і використання.
У 2013 році з ініціативи ДЦТМ був проведений I Науковий симпозіум з міжнародною участю «Телемедицина та інформаційні технології» (Львів, Україна). За результатами цього заходу була створена Українська Асоціація розвитку інформаційних технологій в медицині (УАРІТМ). Осташко В.Г. був обраний Віце президентом Асоціації. З 2013 року УАРІТМ представляє Україну національним член в International Society for Telemedicine and eHealth (ISFTeH).
У 2015 році захистив кандидатську дисертацію на тему «Інформаційна технологія створення і функціонування міжрегіональної телемедичної мережі». Дисертація стала результатом наукових і практичних досліджень в рамках реалізації кількох національних проектів з телемедицини. Серед них необхідно відзначити проект «Створення національної телемедичної мережі». Даний проект став закономірним результатом підписання Меморандуму між Національною академією медичних наук і МОЗ України, Представництвом ООН в Україні та компаніями МТС і ДТЕК (2009, 2011 роки).
За результатами проекту створена Національна телемедична мережа (Портал телемедицини), в якій на сьогодні зареєстровано більше 500 медичних установ і 2300 лікарів усіх спеціальностей. Координацію роботи та розвиток телемедичної мережі забезпечує ДЦТМ за безпосередньої підтримки УАРІТМ. Проект продовжує інтенсивно розвиватися по теперішній час.
З 2014 Осташко В.Г. є членом робочої групи зі створення медичної інформаційної системи Міністерства оборони України. Протягом 2015-2016 років Осташко В.Г. здійснював координацію пілотного проекту «Створення системи телемедичних консультацій медичних установ Міністерства оборони України». За його результатами Міністерством оборони було прийнято рішення про створення «Системи надання дистанційної консультативної медичної допомоги та навчання в системі медичного забезпечення Збройних Сил України» в рамках Програми Україна-НАТО «Наука заради миру і безпеки».
У 2013-2015 роках - розробка та координація проекту створення телемедичної мережі Дніпропетровської області, де партнером виступила Обласна рада регіону. У телемедичну мережу підключені всі райони області і активно проводяться телемедичні консультування на регіональному рівні.
Осташко В.Г. є одним з розробників законопроекту «Про телемедицину», який був розроблений і зареєстрований в Парламенті України в 2013 році. Інші нормативні акти, підготовлені за безпосередньої участі Осташка В.Г., - це зокрема Наказ МОЗ України «Про затвердження нормативних документів щодо застосування телемедицини в сфері охорони здоров'я» №681 (2015 рік), Постанова Кабінету Міністрів України №648 (2016 рік), якими врегульовано використання телемедицини для державних і приватних медичних установ.
В другій половині 2017 року Осташко В.Г. бере участь в робочій групі при Адміністрації президента України, яка підготувала Закон України «Про підвищення доступності та якості медичної допомоги в сільській місцевості». В рамках цього закону передбачено використання телемедицини, як ключового інструменту для поліпшення доступу до медичної допомоги жителям сільської місцевості. Цим законом прийняті  зміни до Основ законодавства України про охорону здоров'я у частині використання телемедицини в системі охорони здоров'я.
З 2018 року Осташко В.Г. веде науково-практичні розробки у сфері Штучного Інтелекту (ШІ) в медицині. Основні зусилля спрямовані на вивчення можливостей застосування ШІ для обробки медичних зображень, у тому числі у радіології, а також варіанти застосування цієї технології для аналізу медичної інформації.

## Міжнародна діяльність
У 2015 році досягнення української телемедицини були офіційно представлені на Українсько-Баварському саміті з телемедицини (Ерланген, Німеччина) та міжнародному форумі Global Bio Medical Forum 2015 nf K- Hospital (Сеул, Республіка Корея).
У 2016 році в рамках ювілейної щорічної виставки Охорона здоров'я 2016 (Київ, Україна) було організовано і проведено форум представників розробників і споживачів сучасних пристроїв, засобів і програмних рішень для електронної медицини. Співорганізатором та партнером майданчику DigitalMed'2016 виступила УАРІТМ. У 2017 році презентував  Телемедичний портал та телемедичну мережу, створену для медичних закладів і установ на міжнародному форумі у м. Кишинів (Молдова) на конференції у м. Барселона (Іспанія).

## Громадська діяльність
Окрім безпосередньої наукової та лікарської діяльності, Осташко В.Г. активно бере участь у залученні лікарів та громадськості до розвитку телемедицини в Україні, включаючи публічні лекції, професійні консультації та демонстрації, виступи на телебаченні, радіо та публікації в інтернет, а також у популярних друкованих виданнях. З 2020 року є членом Експертного комітету з питань розвитку сфери Штучного Інтелекту при Міністерстві цифрової трансформації України.